# Haradski Stadium
Estádio Haradski  (em bielorrusso: Гарадскі стадыён e em russo: Городской стадион, ou literalmente "Estádio Municipal", é um estádio multiúso situado na cidade de Borisov, na Bielorrússia. Tem capacidade para 5500 pessoas e é onde o clube FC BATE Borisov manda seus jogos.